# Abgottschlange

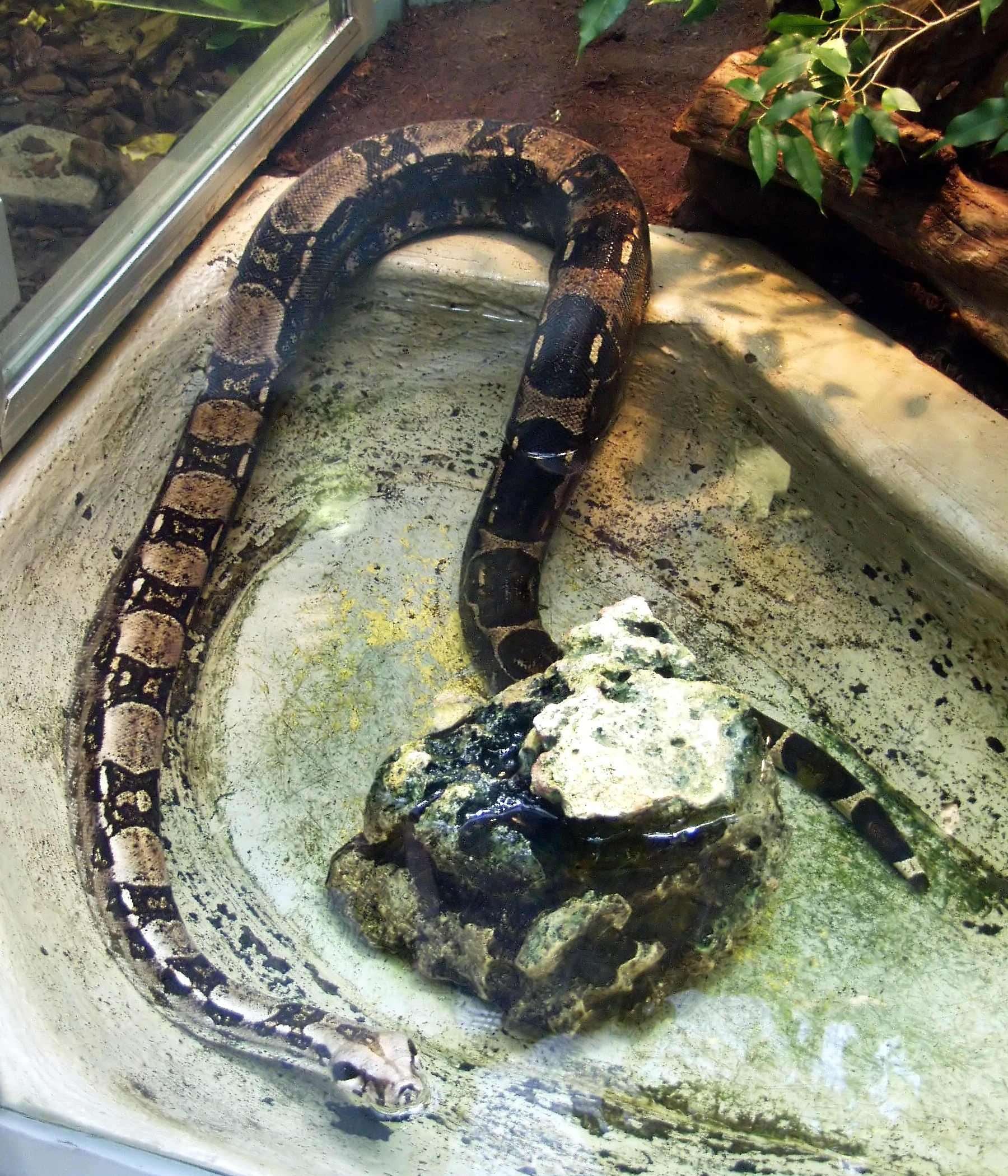
Die Fähigkeit zum Farbwechsel wird bei dieser Abgottschlange deutlich sichtbar.

Die Abgottschlange (Boa constrictor), auch Königsschlange, Königsboa oder Abgottboa genannt, ist eine von Kolumbien bis ins südliche Südamerika verbreitete Art der Boas (Boidae).

## Beschreibung
Die Boa constrictor zeichnet sich durch die große Vielfalt des Erscheinungsbildes ihrer Unterarten aus. Die größte jemals nachweislich vermessene Abgottschlange hatte eine Länge von 3,60 Metern und lebte im Guyana Zoological Park von Georgetown in Guyana. Die längste sicher dokumentierte Haut misst ohne Kopf 445 cm und befindet sich in der Zoologischen Staatssammlung München (ZSM 4961/2012). Die Männchen bleiben im Mittel 30 bis 40 cm kleiner als die Weibchen. Ebenso unterschiedlich wie die erreichbare Endgröße ist auch die Färbung der einzelnen Unterarten. Sie reicht von weißen, roten, braunen bis hin zu fast schwarzen Lokalformen. Trotz dieser Vielfalt in der Grundfärbung haben alle Boas dunkel umrandete Sattelflecken auf dem Rücken, deren Form allerdings wieder je nach Unterart variiert. Eine weitere Besonderheit der Abgottschlange ist ihre Fähigkeit, die Farbe je nach Temperatur aufzuhellen oder abzudunkeln. So kann ein im Schatten dunkel gefärbtes Exemplar durch Sonneneinstrahlung schnell um mehrere Farbtöne heller erscheinen.
Ihren Namen verdankt die Abgottschlange der Tatsache, dass sie in den religiösen Kulten der amerikanischen Ureinwohner und der als Sklaven nach Südamerika verschleppten Schwarzen eine wichtige Rolle spielte.

## Verbreitung und Lebensraum
Das Verbreitungsgebiet der Abgottschlange erstreckt sich von Kolumbien östlich der Anden bis nach Argentinien, vom Meeresspiegel bis in 1.000 Meter Höhe. Die verschiedenen Unterarten und Lokalformen bewohnen dabei die unterschiedlichsten Lebensräume. Als typisches Habitat können allerdings Gegenden in Gewässernähe mit hoher Luftfeuchtigkeit und dichtem Buschwerk angesehen werden, auch wenn einzelne Populationen durchaus in Halbwüsten vorkommen.

## Lebensweise
Die Abgottschlange ist dämmerungs- und nachtaktiv. Tagsüber versteckt sie sich in Höhlen, hohlen Bäumen oder anderen Unterschlüpfen und kommt daraus nur zu gelegentlichen Sonnenbädern hervor. Die Jungtiere halten sich vornehmlich im Geäst von Bäumen auf, während erwachsene Exemplare mit zunehmendem Alter und Gewicht fast ausschließlich bodenbewohnend sind. Insgesamt zeigt die Abgottschlange wenig Bewegungsdrang. Eine in der Wildbahn mit einem Sender ausgestattete ausgewachsene Boa bewegte sich in einem Zeitraum von zwölf Tagen nur 135 Meter weit.

## Ernährung

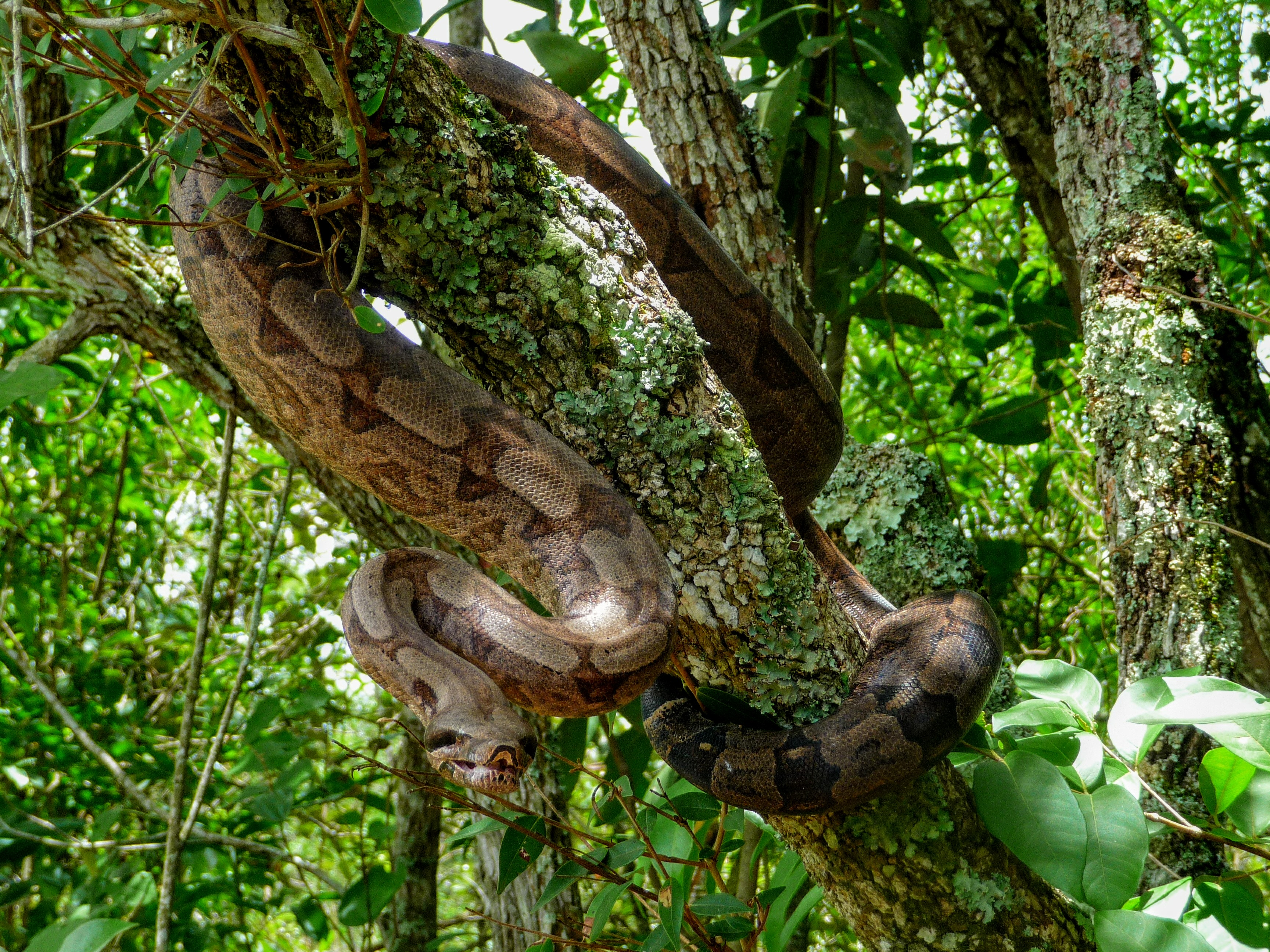
Eine Boa constrictor in ihrem natürlichen Lebensraum.

Bis auf Insekten und Spinnen frisst die Abgottschlange alle Tiere, die sie größenmäßig bewältigen kann, selbst kleine Kaimane werden geschlagen. Warme Beute wird allerdings gegenüber kalter bevorzugt. Die Abgottschlange wendet im Allgemeinen zwei unterschiedliche Jagdmethoden an: Entweder sie folgt aktiv den Duftspuren der Beutetiere oder wartet als Lauerjäger auf den günstigen Moment. Wenn die Schlange mit einer dieser Methoden der Beute nahe genug ist, schnappt sie blitzschnell zu und erdrückt das Opfer anschließend mittels ihrer muskulösen Körperschlingen. Die Beute wird dabei so stark zusammengepresst, dass es zu einem Kreislaufkollaps kommt und nicht wie bislang vermutet der Tod durch Erstickung einsetzt. Der lateinische Artname constrictor (‚Zusammenzieher‘, ‚Zusammenschnürer‘) nimmt Bezug auf das einengende „Würgen“ durch die Abgottschlange. Je nach Größe des Beutetiers kann dieser Vorgang bis zu 16 Minuten dauern und stellt für die Schlange eine erhebliche Anstrengung dar. Um keine unnötige Energie zu verbrauchen, fühlt die Schlange den Herzschlag der Beute und beendet den Würgevorgang, sobald der Herzstillstand eingetreten ist.
Eine besondere Jagdmethode konnte zudem bei jungen Boas beobachtet werden: Sie bewegen ihren Schwanz wie einen Wurm und locken so Echsen aktiv an.

## Fortpflanzung
Aufgrund mangelnder Feldforschung muss bei der Fortpflanzung auf die Erfahrungen aus der Terrarienhaltung zurückgegriffen werden. Die entsprechenden Aktivitäten finden – je nach Unterarten verschieden – nur in bestimmten Monaten statt. Während dieser Paarungszeiten sondert das Weibchen Sexuallockstoffe ab, denen die Männchen aktiv folgen. Trifft das Männchen dann auf das Weibchen, kratzt es mit seinen Afterspornen an den Flanken des Weibchens, bis dieses schließlich den Schwanz hebt und das Eindringen des Hemipenis gestattet. Die Werbung kann sich über Wochen hinziehen, ebenso finden immer eine Vielzahl von Paarungen, die durchaus mehrere Stunden andauern, statt. Die Abgottschlange bringt lebende Junge zur Welt, die bei der Geburt von einer dünnen Haut, der so genannten Eimembran oder Eihülle, umgeben sind. Zwischen Ovulation und Geburt vergehen im Mittel 120 bis 150 Tage, wobei der Zeitpunkt des Absetzens der Jungtiere häufig mit Regen einhergeht. Während und nach dem Geburtsvorgang verteidigt das Weibchen seine Jungen, auch wurde beobachtet, wie Weibchen ihren Jungen durch Anstoßen mit der Schnauze aus der Eihülle halfen oder sie zum Wegkriechen animierten. Nach der Geburt sind die Jungschlangen vollständig entwickelt und gehen selbstständig auf Nahrungssuche.

## Systematik
Die wissenschaftliche Bezeichnung für die Abgottschlange und damit auch die der Gattung Boa wurde im Jahr 1758 durch den schwedischen Naturforscher Carl von Linné in der 10. Auflage seiner Systema Naturae eingeführt. Von den Abgottschlangen werden verschiedene, meist regional isolierte Unterarten unterschieden. Die mittelamerikanischen Abgottschlangen gelten inzwischen aber als eine eigenständige Art (Kaiserboa (Boa imperator)). Boa imperator und Boa constrictor wurden während der Entstehung der nördlichen Anden vor etwa 3,5 Millionen Jahren voneinander getrennt (Allopatrische Artbildung). Beide Arten unterscheiden sich in ihrem Cytochrom-b-Genom zu 5 bis 7 % während sich die verschiedenen Populationen innerhalb der beiden Arten nur zu 2 bis 3 % unterscheiden. Weitere ehemalige Unterarten der Boa constrictor, die heute als eigenständige Arten geführt werden, sind die Dominica-Boa (Boa nebulosa), die Saint Lucia-Boa (Boa orophias) und die Südboa (Boa c. occidentalis).
Die Dominicaboa kommt nur auf der Insel Dominica vor der Nordostküste Südamerikas vor. Die Grundfärbung besteht aus verschiedenen Brauntönen, die mit zunehmendem Alter abdunkeln. Die Zeichnung hebt sich kaum von der Grundfarbe ab, allein die hellen Umrandungen bleiben schemenhaft erhalten. Besondere Merkmale der Dominicaboa sind ihr überaus schlanker Körperbau sowie der schmale flache Kopf. Die durchschnittliche Größe liegt bei 180 bis 230 cm.
Die St.-Lucia-Boa lebt auf St. Lucia vor der Nordküste Südamerikas. Die Grundfärbung ist gelbweiß bis hellgrau mit beigebraunen Sattelflecken und zahlreichen schwarzen Einsprenkelungen. Die Schwanzflecken sind bei Jungtieren dunkelrot, bei erwachsenen Exemplaren hingegen schwarz. Die Wangen weisen häufig eine leichte hellrosa Färbung auf. Die Endgröße liegt bei 240 bis 280 cm.
In der wissenschaftliche Online-Datenbank Reptile Database werden vier Unterarten unterschieden:

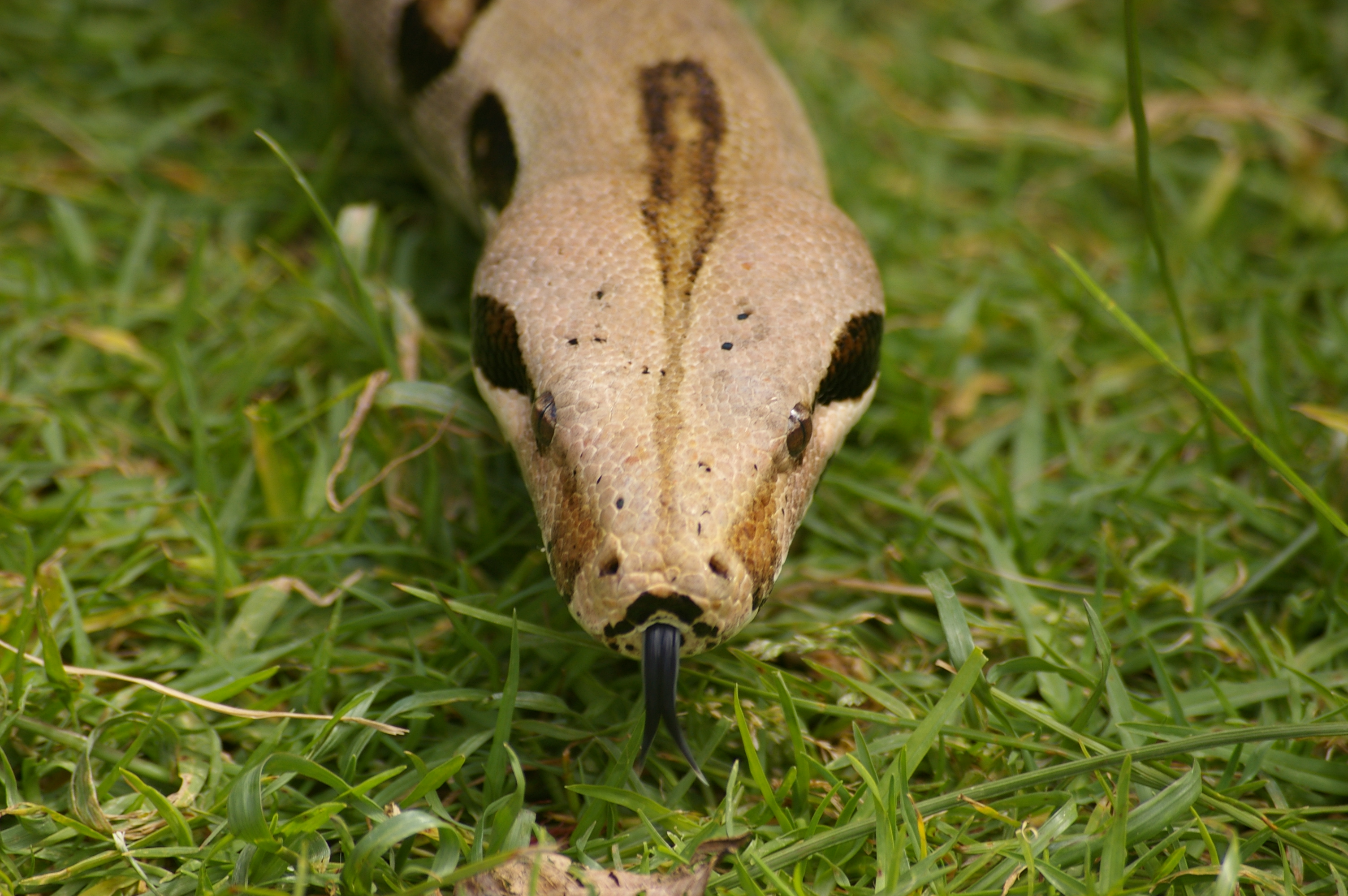
Typische Kopfzeichnung der Königsboa (Boa c. constrictor)

- Die als Königsboa (Boa c. constrictor) bezeichnete Nominatform der Boa constrictor hat ein Verbreitungsgebiet, das sich über den gesamten Norden Südamerikas östlich der Anden, von Trinidad und Tobago bis hinunter in den Süden Brasiliens, erstreckt. Die Grundfärbung ist sehr variabel und reicht von cremeweiß über hellgrau bis hin zu graubraun. Die bräunlichen Sattelflecken haben an den Flanken weiße Einschlüsse. Die Schwanzflecken sind häufig leuchtend rot. Der breite Kopf verjüngt sich stark zur Schnauze hin, die sich leicht nach oben wölbt. Von der Stirn bis zur Schnauze verläuft ein deutlicher Strich. Eine Untergliederung in verschiedene Lokalvarianten kann aufgrund mangelnder Feldstudien nicht erfolgen. Die Vertreter der Königsboa gehören mit einer durchschnittlichen Größe von 240 bis 300 cm insgesamt zu den längsten Abgottschlangen.

- Die Langschwanzboa (Boa c. longicauda) hat ein Verbreitungsgebiet, das mangels Feldstudien nicht genau begrenzt werden kann, gesichert ist aber die Existenz in der Region um die Stadt Tumbes im Norden Perus. Die Grundfärbung ist gelb bis ockerfarben mit graublauen bis schwarzen, sehr breiten Sattelflecken. Der Kopf ist heller gefärbt, bei einigen Exemplaren sogar weiß, mit schwarzer Zeichnung. Die durchschnittliche Größe liegt bei 230 bis 260 cm.

- Das Verbreitungsgebiet von Ortons Boa (Boa c. ortonii) liegt im Nordwesten Perus in der Provinz La Libertad, eine genaue lokale Abgrenzung zu den umliegenden Boa-Unterarten ist allerdings nicht möglich. Die Grundfärbung ist hellgrau bis hellbraun mit grauen Flanken und dunkelbraunen bis schwarzen Sattelflecken. Die Färbung der schwarz umrandeten Schwanzflecken ist orange- bis rotbraun. Die Unterseite ist hellbraun bis weiß. Bemerkenswert ist auch die breite Kopfform mit sich deutlich abhebenden Wangen. Die Endgröße liegt bei 180 bis 250 cm.

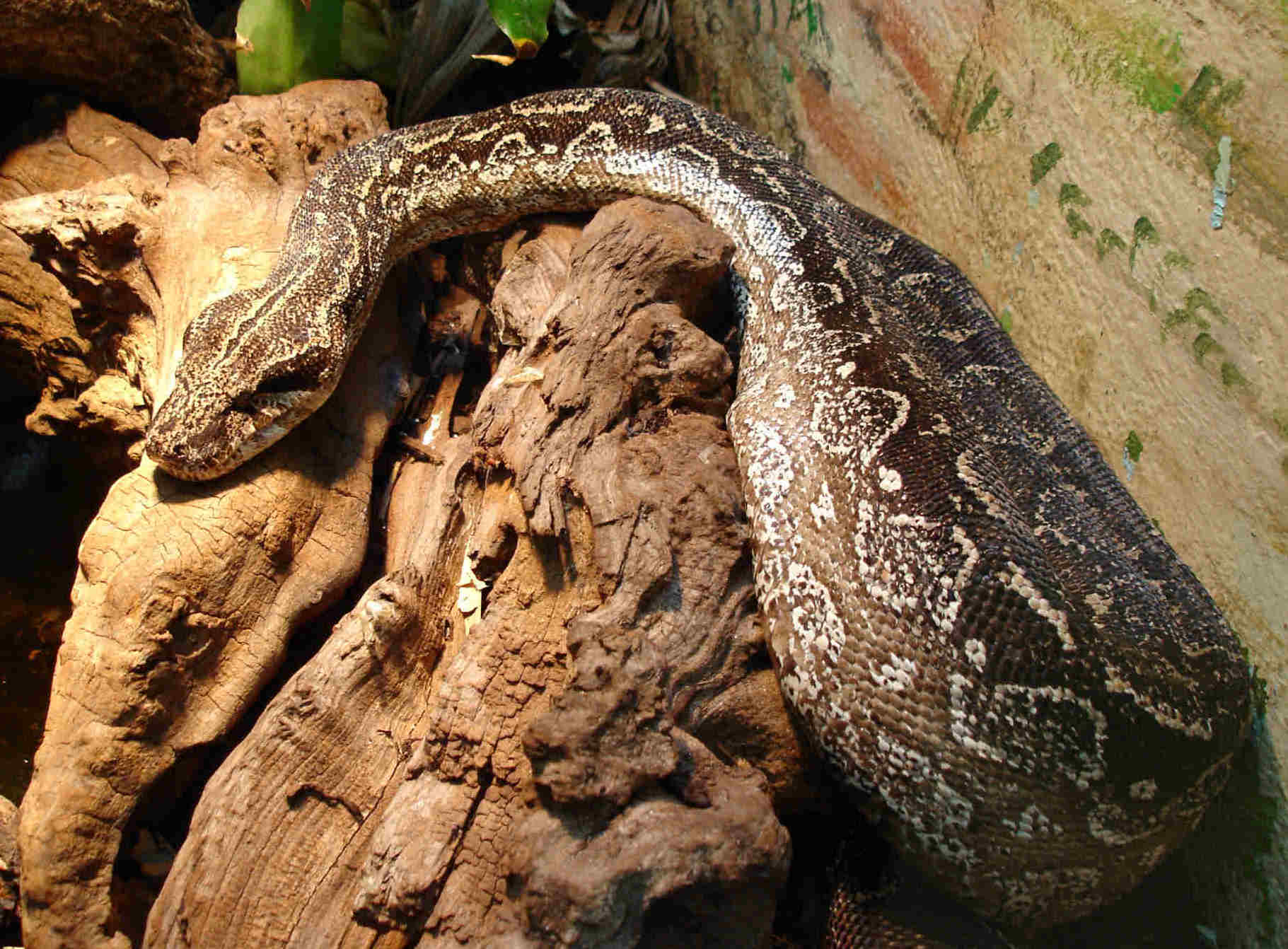
Die Südboa unterscheidet sich durch ihre einheitliche Braunfärbung deutlich von anderen Abgottschlangen.

- Das Verbreitungsgebiet der Südboa (Boa c. occidentalis) erstreckt sich vom Südosten Boliviens über Paraguay bis nach Argentinien. Die Grundfärbung ist bei erwachsenen Tieren dunkelbraun bis schwarz mit vielen weißen Einsprenkelungen. Die Jungtiere sind hingegen hell- bis mittelgrau mit cremefarbenen Einschlägen. Die beim Jungtier noch deutlich sichtbaren, miteinander verbundenen dunklen Sattelflecken sind bei erwachsenen Südboas nicht mehr von der Grundfärbung zu unterscheiden. Der Schwanz ist einfarbig dunkelbraun bis schwarz. Die durchschnittliche Größe liegt bei 220 bis 280 cm, Exemplare über 300 cm sind aber ebenfalls möglich. Die Südboa ist als einzige Abgottschlange unter Anhang I des Washingtoner Artenschutzübereinkommens gelistet und unterliegt dem generellen Vermarktungsverbot. Die Südboa bekam 2024 den Status einer eigenständigen Art.

Zwei weitere in der Reptile Database nicht mehr gelistete Unterarten sind die Schwarzbauchboa (Boa c. melanogaster) und die Kurzschwanzboa (Boa c. amarali).
Das Hauptverbreitungsgebiet der Schwarzbauchboa liegt in Ecuador direkt an den Osthängen der Anden. Die Grundfärbung ist hellgrau bis graubraun mit deutlich abgehobenen dunkelgrauen bis schwarzen Sattelflecken. Als Hauptunterscheidungsmerkmal zur ebenfalls in dem Gebiet vorkommenden Königsboa ist die dunkelgraue bis schwarze Bauchseite anzusehen. Die erreichbare Endgröße dürfte zwischen 240 und 300 cm liegen. Das Verbreitungsgebiet der Kurzschwanzboa erstreckt sich von Santa Cruz de la Sierra im Südosten Boliviens über den Süden Brasiliens bis hinunter zum Paraguay Valley im Norden Paraguays. Die Grundfärbung ist ein sehr helles Grau. Die ebenfalls grauen schmalen Sattelflecken zeigen deutlich das typische Witwenspitzenmuster. Die Bauchseite ist schwarz-weiß gesprenkelt. Auffällig ist die sehr kurze dunkle Schwanzfärbung, die dieser Abgottschlange irrtümlich den Namen Kurzschwanzboa einbrachte. Die Endgröße liegt bei 200 bis 220 cm.
Die Kurzschwanzboa hat den massigsten Körper von allen Boa constrictor-Unterarten. Sie sieht eher gedrungen aus. Bei Störung bläht sie den Körper zusätzlich auf, teilweise ist auch ein Fauchen wahrzunehmen. Sie benötigt etwas länger zur Geschlechtsreife als andere Unterarten, weibliche Tiere benötigen hierfür ca. vier bis fünf und männliche Tiere ca. drei bis vier Jahre. Das Wachstumsverhalten ist deutlich schwächer ausgeprägt als z. B. bei B. imperator oder B. c. constrictor.
Molekulargenetisch lassen sich allerdings nur zwei Unterarten der Abgottschlange unterscheiden: Boa c. constrictor, die in den tropischen Regenwäldern des Amazonasbeckens vorkommt, und Boa c. amarali, die in den Feuchtsavannen des brasilianischen Cerrados lebt. Die Boa-Population des brasilianischen Atlantischen Regenwalds wurde 2024 als eigenständige Art (Boa atlantica) beschrieben.
Die Verwandtschaftsverhältnisse verschiedener Boa-Taxa zeigt das folgende Kladogramm:
| Boa constrictor | \| \| Boa c. amarali \| \| \| \| \| \| Boa c. constrictor \| \| \| \| |
|                 | \| \| Boa c. amarali \| \| \| \| \| \| Boa c. constrictor \| \| \| \| |
|                 | Boa atlantica                                                         |
|                 |                                                                       |
|                 | Boa c. amarali                                                        |
|                 |                                                                       |
|                 | Boa c. constrictor                                                    |
|                 |                                                                       |

|  | Boa c. amarali     |
|  |                    |
|  | Boa c. constrictor |
|  |                    |

| Boa constrictor | \| \| Boa c. amarali \| \| \| \| \| \| Boa c. constrictor \| \| \| \| |
|                 | \| \| Boa c. amarali \| \| \| \| \| \| Boa c. constrictor \| \| \| \| |
|                 | Boa atlantica                                                         |
|                 |                                                                       |
|                 | Boa c. amarali                                                        |
|                 |                                                                       |
|                 | Boa c. constrictor                                                    |
|                 |                                                                       |

|  | Boa c. amarali     |
|  |                    |
|  | Boa c. constrictor |
|  |                    |

| Boa constrictor | \| \| Boa c. amarali \| \| \| \| \| \| Boa c. constrictor \| \| \| \| |
|                 | \| \| Boa c. amarali \| \| \| \| \| \| Boa c. constrictor \| \| \| \| |
|                 | Boa atlantica                                                         |
|                 |                                                                       |
|                 | Boa c. amarali                                                        |
|                 |                                                                       |
|                 | Boa c. constrictor                                                    |
|                 |                                                                       |

|  | Boa c. amarali     |
|  |                    |
|  | Boa c. constrictor |
|  |                    |

| Boa constrictor | \| \| Boa c. amarali \| \| \| \| \| \| Boa c. constrictor \| \| \| \| |
|                 | \| \| Boa c. amarali \| \| \| \| \| \| Boa c. constrictor \| \| \| \| |
|                 | Boa atlantica                                                         |
|                 |                                                                       |
|                 | Boa c. amarali                                                        |
|                 |                                                                       |
|                 | Boa c. constrictor                                                    |
|                 |                                                                       |

|  | Boa c. amarali     |
|  |                    |
|  | Boa c. constrictor |
|  |                    |

## Abgottschlange und Mensch
Unter indigenen Bevölkerungsgruppen im oberen Amazonasbecken herrscht der Glaube, dass Riesenschlangen wie die Anakonda und die Boa constrictor Frauen im Maniokfeld schwängern, um eine Schlangenbrut zu zeugen. Stirbt eine Wöchnerin, wird das auf eine solche Vergewaltigung zurückgeführt. Die Inka setzten Riesenschlangen wie die Anakonda und die Abgottschlange mit Amaro gleich, einer mythischen doppelköpfigen Schlange, die wegen ihrer zerstörerischen Kraft gefürchtet wurde. In der Heimat der Inka in den Höhenlagen der Anden kam die Abgottschlange nicht vor, doch soll sich Pachacútec Yupanqui von unterworfenen Indianerstämmen im Tiefland Riesenschlangen als Tributzahlungen bringen haben lassen. Die Schlangen wurden in einem Gefängnis in Cusco in einer Schlangengrube gehalten. Kriminelle und Kriegsgefangene wurden ihnen zum Fraß vorgeworfen; diejenigen, die nach drei Tagen in der Grube noch lebten, sollen freigelassen worden sein. Die charakteristische Zeichnung der Abgottschlange findet sich als Motiv auch auf zahlreichen präkolumbischen Keramiken.
Den praktischen Nutzen der Abgottschlange erkannten auch die ersten Einwanderer. So hielten die aus Afrika stammenden Feldarbeiter die Schlangen tagsüber in Kisten, um sie nachts frei im Haus zur Bekämpfung der Nagetiere leben zu lassen. In Europa und Nordamerika waren die Boas hingegen fester Bestandteil der wandernden Tierbuden, wobei die Pfleger versuchten, sie mit Decken und Wärmflaschen am Leben zu erhalten.  In der heutigen Zeit sind die Abgottschlangen aber eher als Haus- denn als Nutztiere in der Terrarienhaltung vertreten, mit verschiedenen Auswirkungen auf das natürliche Vorkommen. Andererseits trägt der Mensch auch zur Erschließung neuer Lebensräume für die Abgottschlangen bei. So hat sich eine mittlerweile stabile Boa-Population auf der Insel Aruba gebildet, die nachweislich erst durch Menschen als invasive Spezies eingeführt wurde.